# هاتي كارنغي
هاتي كارنغي (بالإنجليزية: Hattie Carnegie)‏ هي مصممة أزياء أمريكية، ولدت في 15 مارس 1889 في فيينا في النمسا، وتوفيت في 22 فبراير 1956 في نيويورك في الولايات المتحدة بسبب مرض.

## وصلات خارجية
- هاتي كارنغي على موقع IMDb (الإنجليزية)
- هاتي كارنغي على موقع قاعدة بيانات برودواي على الإنترنت (الإنجليزية)
- هاتي كارنغي على موقع قاعدة بيانات الفيلم (الإنجليزية)